# Ruś Siedząca
Ruś Siedząca (ros. Русь Сидящая, pełna nazwa: Fundacja Charytatywna Pomocy Skazanym i ich Rodzinom „Ruś Siedząca”, ros. Благотворительный фонд помощи осужденным и их семьям «Русь Сидящая») – pozarządowa organizacja charytatywna działająca w Federacji Rosyjskiej.  
Główne biuro fundacji znajduje się w Moskwie, a pozostałe biura zlokalizowane są w Nowosybirsku, Petersburgu oraz Jarosławiu. Równolegle z fundacją działa ruch społeczny Papieżyce, skupiający obywateli będących ofiarami nadużyć ze strony funkcjonariuszy organów ścigania, sądownictwa nadzorczego i penitencjarnego Federacji Rosyjskiej.

## O fundacji

### Okoliczności powstania
Ruch Ruś Siedząca został założony 21 listopada 2008 roku przez rosyjską dziennikarkę i publicystkę Olgę Romanową. Nazwę „Ruś Siedząca” zaproponowała Irina Jasina. Początki ruchu wywodzą się z nieformalnego stowarzyszenia obywateli, których krewni przebywali w miejscach odosobnienia, takich jak więzienia i łagry. W 2014 r. zarejestrowano "Charytatywną Fundację Pomocy Skazanym oraz ich Rodzinom".

### Kierownictwo
Fundacją i ruchem kieruje dziennikarka Olga Romanowa. Działalność fundacji nadzoruje rada powiernicza, na czele której stoją Swietłanę Bachminę, Irina Jasina, Włodzimierz Pieriewierzin, Tamarę Ejdelman oraz Maria Ejsmont. Do czerwca 2008 roku członkiem rady powierniczej był także Piotr Oficerow.

### Finansowanie
Fundacja Ruś Siedząca finansowana jest z darowizn obywateli. W sierpniu 2017 roku organizacji przydzielono dotację prezydencką w wysokości trzech milionów rubli, jednak organizacja odmówiła jej przyjęcia. Olga Romanowa wyjaśniła, że decyzja ta wynikała z obawy przed powtórzeniem losu byłej dyrektorki departamentu państwowego wsparcia sztuki i folkloru Ministerstwa Kultury Rosji, Sofii Apfelbaum, która została skazana za sprzeniewierzenie środków publicznych przyznanych grupie teatralnej Siódme Studio.
Od wiosny 2018 roku fundacja otrzymywała dotacje z Unii Europejskiej na tworzenie i działanie regionalnych „szpitali prawniczych”, czyli ośrodków pomocy prawnej dla osób skazanych i ich rodzin.
Szefowa Rusi Siedzącej, Olga Romanowa, ogłosiła na Facebooku, że od 26 czerwca 2020 roku Fundacja Charytatywna zostanie zamknięta. Powodem była decyzja sądu o wypłacie byłemu pracownikowi Dinarowi Idrisowowi odszkodowania w wysokości 1,3 mln rubli i ponownym jego zatrudnieniu. Według Romanowej, konta fundacji zostały zablokowane i nie dysponowała taką kwotą. Powiedziała również, że fundacja będzie kontynuowała swoją pracę nawet bez osobowości prawnej. W 2022 roku jednak nadal funkcjonowała jako osoba prawna.

## Działalność i projekty
Pomoc prawna – prawnicy fundacji bezpłatnie udzielają porad prawnych, zajmują się obroną w sądach oraz pomagają w pisaniu skarg. Fundacja zbiera i wysyła paczki do kolonii karnych i aresztów śledczych, prowadzi zbiórki dla internatów specjalnych oraz udziela pomocy humanitarnej rodzinom osądzonych.
Szkoła Obrońcy Publicznego - wspólny projekt Rusi Siedzącej, Centrum im. Sacharowa oraz Departamentu Spraw Wewnętrznych. Projekt ma na celu edukację osób chcących poznać i egzekwować swoje prawa w sprawach karnych i administracyjnych, w tym ochronę przed nielegalnymi działaniami organów ścigania. W trakcie zajęć uczestnicy zapoznają się z procedurami spraw karnych i administracyjnych oraz czynnościami prowadzonymi na komisariatach policji. 
Konsultant więzienny - system informacyjny dla osadzonych i ich rodzin, dostępny od 19 września 2017 r. pod adresem vturme.info. Strona umożliwia nawiązanie kontaktu i skonsultowanie swojego przypadku ze specjalistami oraz publikuje porady dla osób objętych i zagrożonych ograniczeniem lub pozbawieniem wolności. Umieszczone materiały stanowią analizę kazusów, z którymi organizacja zetknęła się w swojej praktyce oraz nadsyłanych przez samych odwiedzających. 
Do stworzenia projektu przyczyniło się Stowarzyszenie Memoriał, które nagrodziło pomysł w zorganizowanym przez siebie konkursie i skierowało go do programu rozwijającego oddolne inicjatywy z dziedziny praw człowieka Human Rights Incubator. 
Media-laboratorium - projekt Rusi Siedzącej, mający na celu wsparcie osób bez doświadczenia w komunikacji biznesowej, publicznej czy administracyjnej w opowiadaniu swoich historii.

## Kontrowersje

### Konflikt z kierownictwem Federalnej Służby Karnej
W maju 2017 roku ukazał się wspólny numer specjalny Nowoj Gaziety i Rusi Siedzącej, w całości poświęcony systemowi penitencjarnemu. W numerze napisano, że Ruś Siedząca wraz z Centrum Badań Strategicznych opracowuje własny projekt reformy systemu karnego. Olga Romanowa poinformowała, że przygotowywane są poważne zmiany dotyczące organizacji pracy, przystosowania społecznego i ograniczenia przemocy w więzieniach.
Tuż po publikacji, 8 czerwca 2017 roku, do moskiewskiego biura Rusi Siedzącej przybyli funkcjonariusze Wydziału ds. Przestępstw Gospodarczych, oficjalnie w związku z podejrzeniem sprzeniewierzenia środków budżetowych z tytułu zobowiązań umownych. Prawdopodobnie była to reakcja na działalność fundacji i jej powiązania z organizacją Er Es.
Er Es to organizacja, która jest powiązana z Rusią Siedzącą. Przez dwa lata (2015-2017) prowadziła ona projekt mający na celu poprawę różnych umiejętności więźniów oraz ich rodzin, co przekładało się na polepszenie ich sytuacji finansowej.
Projekt został sfinansowany przez Bank Światowy. W jego ramach opracowano 4350 egzemplarzy broszur dotyczących wiedzy finansowej, które następnie wysłano do więzień oraz kolonii karnych. Wygłoszono też 92 wykłady dla więźniów, ich krewnych i personelu więziennego. 
W wyniku nalotu Wydziału ds. Przestępstw Gospodarczych, podczas którego przechwycono kopię jednego listu z podziękowaniami z kolonii, fundacja opublikowała oficjalne oświadczenie, w którym powiązała działania śledczych z opozycją organizacji i systemu FSK, w szczególności z faktem, że „Ruś Siedząca” bierze udział w opracowaniu koncepcji reformy systemu penitencjarnego.
9 czerwca 2017 roku Olga Romanowa została zmuszona do czasowego wyjazdu z Rosji. Później sąd nie stwierdził nieprawidłowości w pracy Er Es. Organizacja złożyła pozew przeciwko przedstawicielom i operatorom Banku Światowego w Rosji. Sąd uznał, że Er Es wypełniła wszystkie zobowiązania wynikające z umów. Następnie Ruś Siedząca złożyła pozew przeciwko Federalnej Służbie Penitencjarnej w celu ochrony swojej reputacji biznesowej.
Jesienią 2018 była więźniarka Inga Kriwickaja zarejestrowała w Ministerstwie Sprawiedliwości bliźniaczą organizację o nazwie Ruś Siedząca i wniosła pozew przeciwko Oldze Romanowej i Lewowi Ponomariowowi o ochronę honoru i godności. Kriwickaja twierdziła, że nie wiedziała o istnieniu organizacji o tej samej nazwie. Olga Romanowa i pracownicy organizacji wyrazili przekonanie, że działania Kriwickiej są inspirowane przez FSK.

### Status agenta zagranicznego
W marcu 2018 r. Ruś Siedząca otrzymała grant z Unii Europejskiej na otwarcie poradni prawnych w Rosji, mających pomóc osobom, wobec których toczy się dochodzenie lub skazanym bezprawnie. Fundacja samodzielnie wystąpiła o wpisanie na listę zagranicznych organizacji non-profit. Potwierdził to Aleksiej Fediarow, szef działu prawnego fundacji. 7 maja 2018 roku Ministerstwo Sprawiedliwości Federacji Rosyjskiej wpisało Charytatywną Fundację Pomocy Skazanym i ich Rodzinom do rejestru organizacji non-profit pełniących funkcję agenta zagranicznego.

## Publikacje pracowników organizacji

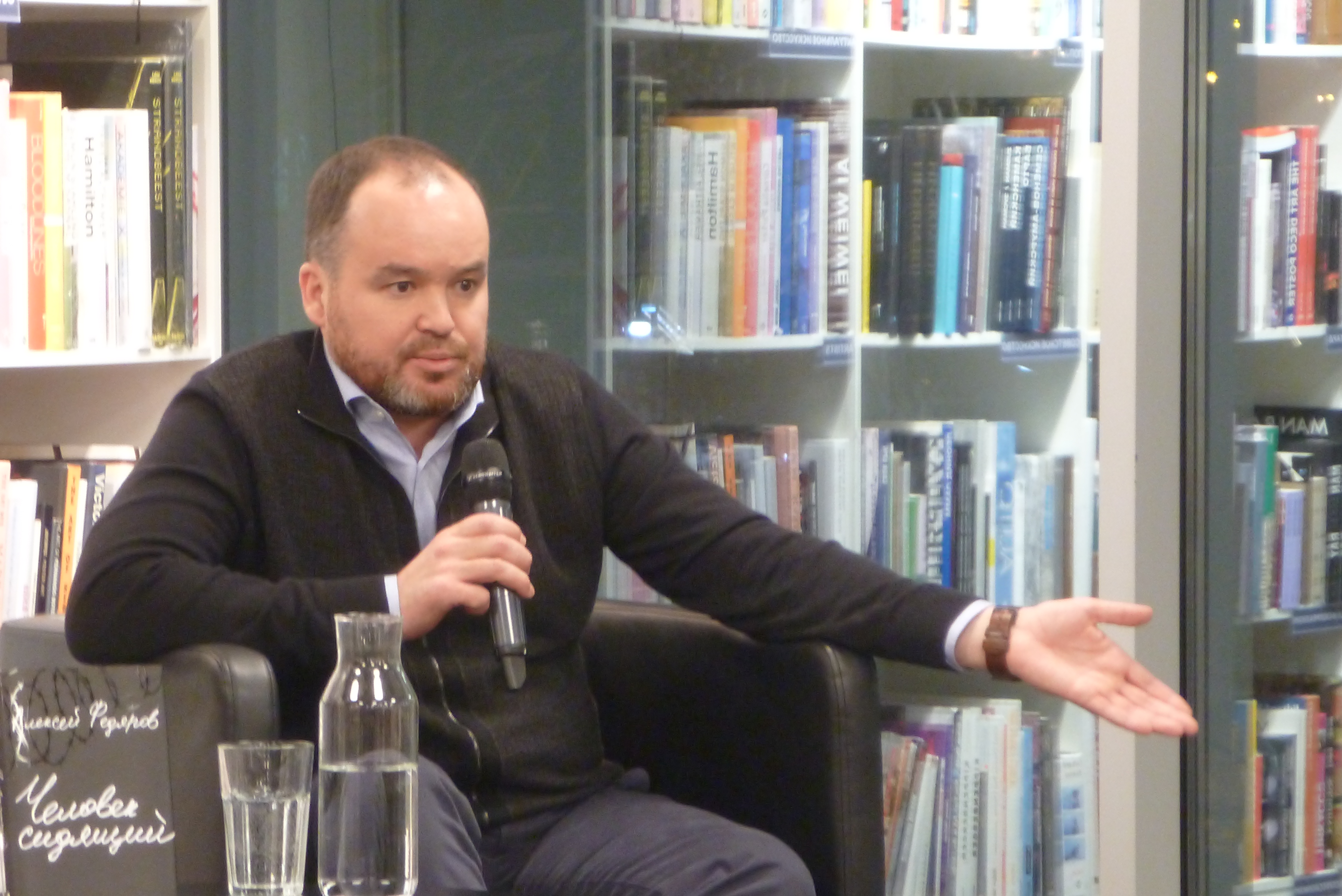
Aleksiej Fiediarow prezentuje swoją książkę w Jelcyn-Centrum w Jekaterynburgu 23 stycznia 2019 roku

- Niewinni w śledztwie: Instrukcja ochrony swoich praw – Невиновные под следствием: Инструкция по защите своих прав / Алексей Федяров. – М: Альпина Паблишер, 2020. – 284 с.